# Information Sciences
Information Sciences (ook Information sciences. Informatics and computer science) is een internationaal, aan collegiale toetsing onderworpen wetenschappelijk tijdschrift op het gebied van de informatiesystemen. De naam wordt in literatuurverwijzingen meestal afgekort tot Inform. Sci. Het wordt uitgegeven door Elsevier en verschijnt tweemaandelijks.